# Betfagé

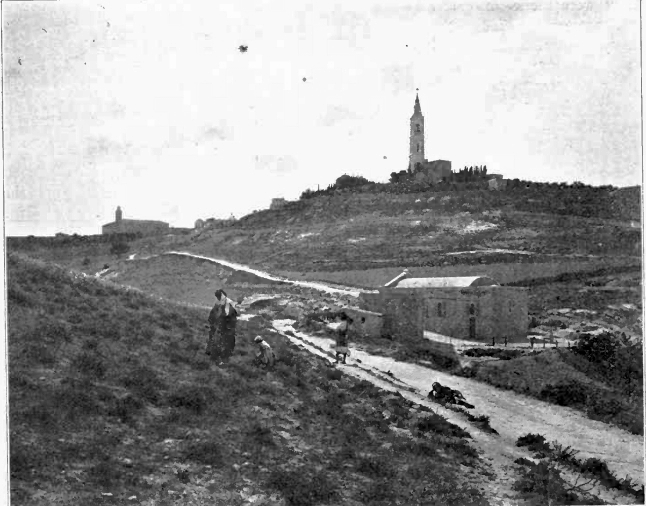
Betfagé em 1906, A pequena igreja franciscana está localizada à beira da estrada

Betfagé (do Aramaico בית פגי, que significa literalmente “Casa de figos não maduros”) era um lugar no antigo Israel, mencionado como o local em que Jesus enviou os discípulos para encontrarem um jumento, sobre o qual ele iria montar em sua entrada triunfal em Jerusalém.
Acredita-se ter sido localizado no Monte das Oliveiras, na estrada de Jerusalém a Jericó (Mateus 21:01, Marcos 11:01; Lucas 19:29), e muito perto de Betânia. Era o limite da jornada de um dia de sábado de Jerusalém, isto é, 2 000 côvados. Existe a igreja franciscana de Betfagé em tal provável local.